# Parlament de Valònia
El Parlament de Valònia (francès Parlement de Wallonie, való Pårlumint di Walonreye), també anomenat Parlament de la Regió Valona en la Constitució de Bèlgica, exerceix les facultats legislatives de la Valònia. Emet decrets amb força de llei i ratifica els tractats signats per la Regió Valona o aquells que necessiten l'aprovació del govern federal com el Tractat Constitucional Europeu (TCE).
La seva seu es troba a l'antic Hospici de Saint-Gilles, a la ciutat de Namur, capital de la Valònia, prop de la Grognon. Es troba a la riba esquerra del Mosa. Davant seu, en el marge dret es troba l'Élysette, seu del Govern Való.

## Història
La idea de constituir un Parlament való es plantejà per primera vegada en el Congrés Való de 1912 amb la proposta de creació oficiosa d'una Assemblea Valona, que es reuní periòdicament després de la guerra. El 26 de juliol de 1950 Joseph Merlot va dir que calia reunir els Estats Generals de Valònia, una mena d'assemblea més gran que un parlament per tal de prendre en consideració totes les proposicions eventualment separatistes si continuava al poder el rei Leopold III de Bèlgica. Aquesta declaració va ser un episodi important en l'anomenada qüestió reial.
El setembre de 1991 el President del Partit Socialista való Guy Spitaels va escriure al president del Parlament de Valònia (llavors anomenat Consell Regional Való), demanant-li una trobada per tractar la possibilitat de fer cas omís de la negativa del Govern belga a donar suport a les exportacions d'armes. Fins i tot abans que aquesta reunió es dugués a terme, el Govern belga havia cedit en el principi d'aquestes exportacions, però, finalment va tenir greus conseqüències davant la consideració d'una mena cop d'Estat.
El 26 de juny de 1996 el Parlament való va decidir per unanimitat dels presents a la sessió, instal·lar els seus locals a l'antic hospici de Saint-Gilles. Aquesta decisió es va produir després de l'abandonament de la proposta de construcció d'un nou edifici al lloc del Grognon, com a resultat del referèndum celebrat el 2 de juny de 1996.
El 17 de setembre de 1998, la seu del Parlament Való i la seva nova sala de sessions públiques va ser inaugurada per Yvon Biefnot, president en exercici, i Léon Hurez, primer president honorari del Parlament való.

## Actualitat
L'11 d'abril de 2006 va ser publicat al Butlletí Oficial un decret imposant la denominació oficial de Parlement wallon en els textos (el mateix per al gouvernement wallon, etc.) En el mateix sentit, un altre decret, anomenat decret Valònia, imposarà la denominació oficial Valònia en lloc de la de Regió Valona(Llegiu el decret de 4 de maig de 2006).

## Estructura i composició
El Parlament de Valònia es compon de 75 membres elegits per sufragi universal directe en les eleccions regionals cada cinc anys, el mateix dia de les eleccions al Parlament Europeu. El Parlament való no es pot dissoldre durant la legislatura. La primera elecció directa es produí el juny de 1995, i abans el Parlament s'anomenava Consell regional való i estava format per membres de la Cambra de Representants i senadors elegits per Valònia.